# Louis Berger Group
Louis Berger Group este o companie de consultanță în domeniul ingineriei și dezvoltării economice din Statele Unite ale Americii. Louis Berger Group este una dintre cele mai mari companii din domeniu din lume.
Cifra de afaceri în 2008: 818 milioane de USD (598,85 milioane de Euro)
Compania este prezentă în mai multe orașe din România, având șapte birouri în București și zeci de proiecte în țară. Compania oferă servicii de consultanță autorităților publice la nivel central și regional — ministere și agenții de dezvoltare regională — dar și la nivel local, asistând autorități publice locale sau organizații private. Firma realizează partea de consultanță în cadrul unor proiecte de modernizare a infrastructurii municipale, județene și regionale, pe parcursul implementării investițiilor ISPA și PHARE.